# Hasim Sancar
Hasim Sancar (* 11. Januar 1960; heimatberechtigt in Auswil) ist ein Schweizer Politiker (Grüne).

## Leben
Hasim Sancar wuchs in einem kurdischen Dorf in der Provinz Elazığ in der Türkei auf. Ab seinem siebten Lebensjahr besuchte er die Schule in Istanbul und schloss 1981 die Ecole Supérieure des Langues Etrangères an der Marmara-Universität ab. Sancar verliess 1982 die Türkei aufgrund des Militärputsches von 1980 und kam in die Schweiz. 
1986 bis 1988 studierte Hasim Sancar Wirtschaftswissenschaften an der Universität Neuenburg und nahm von 1990 bis 1991 an einem Forschungsprojekt des Instituts für Ethnologie der Universität Bern zur Therapie von Folterfolgen teil. In Köniz leitete er anschliessend von 1991 bis 1995 das Durchgangszentrum für Asylsuchende Dreispitz. Von 1991 bis 1996 bildete sich Sancar berufsbegleitend an der Höheren Fachschule für Sozialarbeit HFS in Bern (heute BFH) zum diplomierten Sozialarbeiter aus und von 1997 bis 1999 machte er eine Ausbildung in systemischer Therapie und Beratung am Ausbildungsinstitut Meilen. Von 1995 bis 2010 leitete Hasim Sancar die Sozialberatung im Ambulatorium für Folter- und Kriegsopfer des Schweizerischen Roten Kreuzes SRK in Bern und seit 2010 arbeitet Sancar als Leiter der Beratungsstelle von Pro Infirmis in Bern. Hasim Sancar ist verheiratet und hat zwei Kinder. Er lebt in Bern.

## Politik
Hasim Sancar war von 2005 bis 2012 Mitglied des Stadtrates (Legislative) von Bern. Er gehörte während beiden Legislaturen der Aufsichtskommission an, welche er 2011 auch präsidierte. 2013 rutschte Sancar für die abtretende Corinne Schärer in den Grossen Rat des Kantons Bern nach und verzichtete deshalb auf das soeben wiedergewonnene Mandat im Stadtrat. Im März 2024 gab er den Rücktritt bekannt, Regula Bühlmann wird im Juni gleichenjahres für ihn nachrücken. Von 2014 bis 2022 war Sancar Mitglied der Geschäftsprüfungskommission und ab 2022 Mitglied der Gesundheits- und Sozialkommission.
Von 2004 bis 2014 war Sancar Vorstandsmitglied der Grünen Partei Schweiz. Er ist Delegierter des Gewerkschaftsbundes der Stadt Bern und Umgebung sowie des Schweizerischen Verbands des Personals öffentlicher Dienste VPOD. Sancar ist Vorstandsmitglied der Behindertenkonferenz Stadt und Region Bern BRB sowie des Fördervereins Reitschule Bern.